# Grand Prix di judo
I tornei Grand Prix sono tornei internazionali di judo organizzati dalla Federazione Internazionale di Judo come parte dell'IJF World Tour.
Dopo i Giochi olimpici, i Campionati del mondo, i World Masters e i tornei Grand Slam, i tornei Grand Prix sono i tornei di judo di più alto livello a livello mondiale.

## Punteggi IJF World Tour
I punteggi ottenuti nei tornei Grand Prix, unitamente a quelli ottenuti agli altri tornei dell'IJF World Tour, vengono utilizzati per determinare la classifica mondiale.
I risultati ottenuti in questi tornei permettono di guadagnare punti in modo uguale ai tornei continentali e ai Campionati del mondo Juniores.
I punti per ogni singolo torneo scadranno come segue:
- Nei primi 12 mesi dopo il torneo i punti saranno conteggiati al 100%
- Dopo 12 mesi il valore dei punti sarà ridotto al 50%
- Dopo 24 mesi il valore dei punti sarà ridotto al 0% e non saranno più conteggiati

|                            | Grand Slam |
| -------------------------- | ---------- |
| 1 ° posto                  | 700        |
| 2º posto                   | 490        |
| 3º posto                   | 350        |
| 5º posto                   | 252        |
| 7º posto                   | 182        |
| 1\16                       | 112        |
| 1\32                       | 84         |
| 1 incontro vinto           | 70         |
| Partecipazione             | 6          |
| Partecipanti per categoria | 2 \ 4      |